# Samtgemeinde Geestequelle
De Samtgemeinde Geestequelle is een Samtgemeinde in de Duitse deelstaat Nedersaksen. Het is een samenwerkingsverband van 5 kleinere gemeenten in het noorden van Landkreis Rotenburg. Het bestuur is gevestigd in Oerel.
De gemeente heet naar de bron van de Geeste, die zich bevindt te Hipstedt.

## Deelnemende gemeenten
- Alfstedt
- Basdahl
- Ebersdorf
- Hipstedt
- Oerel

Ahausen · 
Alfstedt · 
Anderlingen · 
Basdahl · 
Bötersen · 
Bothel · 
Breddorf · 
Bremervörde · 
Brockel · 
Bülstedt · 
Deinstedt · 
Ebersdorf · 
Elsdorf · 
Farven · 
Fintel · 
Gnarrenburg · 
Groß Meckelsen · 
Gyhum · 
Hamersen · 
Hassendorf · 
Heeslingen · 
Hellwege · 
Helvesiek · 
Hemsbünde · 
Hemslingen · 
Hepstedt · 
Hipstedt · 
Horstedt · 
Kalbe · 
Kirchtimke · 
Kirchwalsede · 
Klein Meckelsen · 
Lauenbrück · 
Lengenbostel · 
Oerel · 
Ostereistedt · 
Reeßum · 
Rhade · 
Rotenburg · 
Sandbostel · 
Scheeßel · 
Seedorf · 
Selsingen · 
Sittensen · 
Sottrum · 
Stemmen · 
Tarmstedt · 
Tiste · 
Vahlde · 
Vierden · 
Visselhövede · 
Vorwerk · 
Westertimke · 
Westerwalsede · 
Wilstedt · 
Wohnste · 
Zeven